# بادية الجزيرة

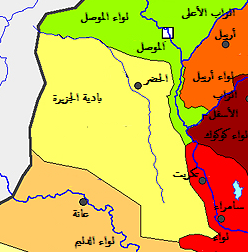

بادية الجزيرة هي إحدى التقسيمات الإدارية التي كانت موجود في العراق خلال الخمسينيات وتقع بين الموصل والأنبار، وهي تتبع محافظة نينوى حالياً.
أما محافظة البادية الشمالية ومحافظة البادية الجنوبية فشملتا غالبية المنطقة الصحراوية الغربية والجنوبية الغربية من العراق.